# Temnodachrys
Temnodachrys is een geslacht van kevers uit de familie bladkevers (Chrysomelidae).
De wetenschappelijke naam van het geslacht werd in 1951 gepubliceerd door Francisco de Asis Monrós.

## Soorten
- Temnodachrys neffi Moldenke, 1981